# Ригас пантомима

У главного входа Дворца культуры завода ВЭФ.

Ансамбль «Ригас пантомима» (латыш. Rīgas Pantomīma) — самодеятельный театральный коллектив, народный ансамбль Дворца культуры ВЭФ.

## История
Датой основания нового самодеятельного театра стало 19 ноября 1956 года. Появился он, благодаря активным усилиям актёра Театра «Дайлес» Роберта Лигерса, талантливого педагога и бессменного художественного руководителя коллектива.
Идейным вдохновителем создания новой стилистики, традиционно считается латышский режиссёр Эдуард Смильгис, с его безусловным требованием к создателю театрального зрелища — быть ясным, простым и страстным.
Первое время театр выступал на сцене Дома культуры строителей «Октобрис». Дебютной постановкой стал «Воронёнок» Яниса Райниса.
Своё нынешнее название «Рижская пантомима», театр получил в 1967 году. Среди известных в прошлом участников ансамбля, можно назвать популярного актёра Паула Буткевича, режиссёров Алвиса Херманиса и Луцию Лочмеле.
Люди, прошедшие творческий конкурс, попадают в профессиональную студию, где имеют возможность заниматься актёрским мастерством, техникой пантомимы, уроками балета, ритмикой, сценическим движением и искусством грима.
За долгие годы, народный ансамбль Дворца культуры ВЭФ, побывал на гастролях во многих странах мира, был участником всесоюзных и международных театральных фестивалей.

## Избранные постановки
- 1961 — «Идея» по графическим работам Ф. Мацарела
- 1963 — «Легенда о Данко» по сказке Максима Горького
- 1963 — «Как я ехал к деве Севера» по сказке Карлиса Скалбе
- 1969 — «Дорога» по произведениям Иманта Зиедониса
- 1983 — «Потому, что неизвестно, почему!» на музыку Раймонда Паулса
- 2001 — «Ночь поглощает свет» по пьесе Райниса «Огонь и ночь»

## Состав ансамбля

##### Художественный руководитель
- Робертс Лигерс

##### Балетмейстер
- Марис Користин

##### Актёры
- Удис Балтушка
- Лиене Циелавиня
- Филипп Дудин
- Лива Гаркая
- Янис Гарклавс
- Иева Кирштейна
- Линда Лусе
- Удис Точс
- Робертс Сраздиньш
- Кристап Валдманис
- Атис Зоргевич-Прамс

## Фонд поддержки
Для содействия развитию важного сегмента латвийской культуры 18 июня 1998 года был организован Фонд поддержки «Рижской пантомимы».